# Corymbia porrecta
Corymbia porrecta är en myrtenväxtart som först beskrevs av Stanley Thatcher Blake, och fick sitt nu gällande namn av Kenneth D. Hill och Lawrence Alexander Sidney Johnson. Corymbia porrecta ingår i släktet Corymbia och familjen myrtenväxter. Inga underarter finns listade i Catalogue of Life.